# Parts of the Family
Parts of the Family è un film del 2003, diretto da Léon Paul De Bruyn, prodotto dalla Troma.

## Trama
Goodies, un rapinatore di banche, si barrica in una villa dopo una rapina andata male. La villa è proprietà di una ragazza instabile, Ella. Goodies inizia a negoziare con la polizia, ma presto scopre che il vero pericolo per lui è rappresentato dal segreto che Ella nasconde. Infatti la ragazza è la governante della famiglia che abitava nella villa, e ha ucciso a colpi d'ascia i suoi vecchi datori di lavoro, nascondendo i corpi sotto il pavimento. Ad un tratto, i cadaveri della famiglia risorgono e attaccano il rapinatore e la polizia.